# Quyçu
Quyçu är en ort i Azerbajdzjan.   Den ligger i distriktet Saljan, i den sydöstra delen av landet, 120 km sydväst om huvudstaden Baku. Antalet invånare är 704.
Terrängen runt Quyçu är mycket platt. Närmaste större samhälle är Salyan, 8,4 km nordost om Quyçu.
Trakten runt Quyçu består till största delen av jordbruksmark. Runt Quyçu är det ganska glesbefolkat, med 48 invånare per kvadratkilometer.